# 深淵を歩くもの
『深淵を歩くもの』（しんえんをあるくもの）は、日本の脚本家・作家小中千昭が1998年に発表した短編小説でありクトゥルフ神話。
1998年にぶんか社より出版された『ホラーウェイヴ』創刊号に掲載され、2001年に徳間デュアル文庫から発売された短編小説集『深淵を歩くもの』に表題として収録された。
1996-97年の特撮テレビドラマ『ウルトラマンティガ』のアナザーストーリーという位置づけであり、同作の最終3話と関連が大きい。挿絵は丸山浩によるガタノゾーア。『ティガ』の最終3話は小中らが脚本を務め、ガタノゾーアは丸山がデザインした。短編集には、同様にティガに関連する『キリエル人』も収録されている。
1991年に水深6000メートルの深海でマネキンの頭部（海洋ゴミ）が見つかったエピソードが作中に盛り込まれている。

## あらすじ
海洋生物学者の勝見のもとに、小笠原沖合の特定座標の深海から「あるもの」をサルベージするというミッションが下される。潜水調査船“りゅうぐう”で深度1000メートルに到達した際、勝見は海底で「人の足跡」のようなものを目撃するが、船員は光の加減でそう見えるだけと解説する。アームを操作して回収した目標は「皿のような、円盤状の物体」であった。直径は72センチ、幅は5センチ3ミリ。古く、真円の形状をしており、材質は金属に非ず、周縁には何かの言語のような模様が刻まれている。
勝見は臨海副都心の本社に赴き、依頼者である内原戸哲夫という男に手渡す。勝見がこの物体は何であるか尋ねると、内原戸は「タブレット」と表現し、逆に何だと思うのかと質問を返してくる。勝見は「不審船の落とし物」と述べたが、内原戸は答えを返さなかった。
勝見は勤務先に戻るためにバスに乗る。窓から房総の内海をぼんやり眺めていると、ふと無意識に「ふんぐるい・むんぐるな・くすりゅう・るるいえ・うがなぎ・ふていぐん」という意味不明な言葉を自分がつぶやいたことに驚く。次の瞬間、バスの乗客たちが一斉に勝見の方を見つめていたことに気づく。彼らは全員「死んだ鯖のような目」から濁った視線を向けてくる。勝見は目をそらしてうつむく。フェリーに乗り換えると、内原戸が同乗しており、「タブレットから何かを感じませんでしたか？」と質問をしてくる。さらに水平線の先には巨大な海竜のシルエットが見え、咆哮が聞こえる。目を閉じて開ければ、内原戸も海竜もいなくなっている。勝見は自分がつまらぬ幻想に囚われているだけだと結論する。
横須賀の研究所に戻り、データをまとめる仕事をしていた矢先、伊豆半島にリュウグウノツカイが打ち上げられた事件を知る。勝見は、あの日に見た海竜の幻覚はこいつだったのではという感想を抱き、現地に行ってみる。解剖を見学していると、腹部から未消化の「眼球」が幾つも出てくる。常識的に考えれば、それらは捕食された他種の魚眼であろう。だが勝見には、あのバスの中の乗客たちの目にしか思えず、今もまた勝見に視線を送ってきているようであった。 
研究室に寝泊まりしていたある日。ふと目を覚まし、研究室のドアを開けると、あのタブレットを回収した深海の光景が広がっていた。勝見は夢と思いつつ、深海を歩き、「ふんぐるい・むんぐるな・くすりゅう・るるいえ・うがなぎ・ふていぐん」という言葉を口にする。そして、この海底山脈は古代の都市であり、この下には巨大な生物が眠っていることを悟る。「旧支配者」は、貝の殻を背負い、爬虫類のような躰を持つ。そいつが咆哮と共に吐き出した闇が、世界を塗り替えていく光景を、勝見は幻視し、海上に突き出ていた海竜が「旧支配者」の触手であると悟る。勝見の前には内原戸哲夫が立っており、「間もなくそれが蘇る」と預言する。内原戸はドアの方に歩いていき、勝見も置いていかれまいと後を追おうとするが、視点はゆっくりと砂の上へと落ちていく。勝見の躰は無数のリュウグウノツカイに喰らわれ、海底の深淵に取り残された生首がいまだ思考を続けている。

## 登場人物
- 勝見 - 語り手。横須賀の研究所に勤務する海洋生物学者。
- 内原戸哲夫 - 浅黒い肌の男。勝見の勤務先の出資元の所属社員。
- 「旧支配者」 - 邪神ガタノゾーア。
- 「眷属」 - 蟲の翼を持った血の色の飛行生物。無数にいる。超古代尖兵怪獣ゾイガー。

## 収録
- 『深淵を歩くもの』徳間デュアル文庫

## 関連作品
- ロイガーの復活